# کلکستران
کلکستران (انگلیسی: Colextran) یک کاهنده اسید صفراوی است. این دارو از نظر شیمیایی، اتری از دکستران و دی‌اتیل‌اتانول‌آمین است.